# Eidos匈牙利
Eidos匈牙利（前Mithis娛樂）是一家屬於Eidos Interactive（被Square Enix收購）子公司的匈牙利電子遊戲開發者。開發了較高人氣的“戰鬥位置”系列，包含“中途島戰役”和“中途島戰役：血戰太平洋”兩部作品。
Mithis娛樂成立於2002年，並擁有約60名雇員。公司創始人兼首席執行官為Robert Sugár。Mithis製作了兩部作品，一部太空戰略游戏Nexus: The Jupiter Incident和一部射擊遊戲Creature Conflict: The Clan Wars。Mithis娛樂製作過中途島戰役（第二次世界大戰的海軍即時戰略遊戲)和Creature Conflict: The Clan Wars(“回合制即時戰略結合動作街機元素”)。2006年,英國電子遊戲發行商Eidos Interactive收購Mithis娛樂，並將其更名為Eidos匈牙利作為出版商的内部工作室。
2010年4月19日，Square Enix歐洲確認因為不繼續製作中途島戰役系列而在次年關閉Eidos匈牙利 一部分組員此後建立了Most Wanted Entertainment.

## 引用來源
1. ↑  Crossley, Rob. . 2010-04-19  [2014-11-25]. （原始内容存档于2012-05-04）.
2. ↑  .   [2010-10-31]. （原始内容存档于2011-03-20）.

## 外部連結
- Robert Sugar（页面存档备份，存于）
- Eidos Hungary（页面存档备份，存于） profile on MobyGames
- Mithis Entertainment Site（页面存档备份，存于）